# Middle (singolo)
Middle è un singolo del disc jockey francese DJ Snake, pubblicato nel 2015 e realizzato in collaborazione con il cantante britannico Bipolar Sunshine. È estratto dall'album di debutto di DJ Snake, Encore.

## Tracce
1. Middle (feat. Bipolar Sunshine) – 3:40

## Video musicale
Il videoclip della canzone è stato diretto dal regista statunitense Colin Tilley e vede la partecipazione degli attori Josh Hutcherson e Kiersey Clemons.

## Classifiche
| Classifica (2015-16) | Posizione massima |
| -------------------- | ----------------- |
| Italia               | 42                |
| Regno Unito          | 10                |
| Stati Uniti          | 20                |